# Sottodominante
La sottodominante è il quarto grado di una scala diatonica.
Quando si presenta unita al settimo grado viene chiamata controsensibile per il carattere di moto che la spinge a risolvere sulla nota vicina, ovvero sul terzo grado della scala, la caratteristica.